# 11 ноември
11 ноември е 315-ият ден в годината според григорианския календар (316-и през високосна). Остават 50 дни до края на годината. На този ден имен ден празнуват: Мина, Минка, Минкo, Минчо, Милен, Виктор, Виктория, Велизара, Велизар

## Събития
- 307 г. – Лициний става римски император.
- 1572 г. – Датският астроном Тихо Брахе открива свръхнова в съзвездието Касиопея.
- 1611 г. – Сключен е Житваторогския мирен договор.
- 1830 г. – Създадено е Кралство Белгия.
- 1889 г. – Вашингтон става 42-рия щат на САЩ.
- 1911 г. – Русия завзема Северна Персия.
- 1917 г. – В Съветска Русия с декрет на правителството номинално е установен осемчасов работен ден.
- 1918 г. – Първата световна война приключва: Германия обявява капитулация и подписва примирие с Антантата в железопътен вагон край Компиен, Франция. Войната официално спира в 11:00 (единадесетия час на единадесетия ден от единадесетия месец).
- 1918 г. – Полша връща независимостта си.
- 1918 г. – Абдикира императорът на Австро-Унгария Карл I Хабсбург.
- 1930 г. – Алберт Айнщайн получава патент за проектирания от него през 1926 г. рефригенератор (хладилник).
- 1939 г. – Втората световна война: Германските окупационни власти извършват масов арест на професори на Католическия университет в Люблин (Полша).
- 1940 г. – Втората световна война: В Битката при Таранто Кралският английски флот провежда въздушна атака срещу флотилията на Италия, като за първи път във военната история използва само самолетоносачи.
- 1952 г. – В затвора на София са екзекутирани четирима католически свещеници – епископ Евгений Босилков, Камен Вичев, Павел Джижов и Йосафат Шишков.
- 1965 г. – В Турция е съставено правителство начело със Сюлейман Демирел, което е свалено от власт чрез военен преврат през март 1971 г.
- 1965 г. – Обявена е независимостта на Родезия, днешната държава Зимбабве.
- 1966 г. – НАСА изстрелва пилотирания космически апарат Джемини 12.
- 1968 г. – Малдивите са обявени за република.
- 1973 г. – С подписване на примирие между Израел и Египет приключва четвъртата Арабско-израелска война.
- 1975 г. – Ангола обявява национална независимост от Португалия.
- 2000 г. – 155 скиори и сноубордисти загиват, след като релсов лифт се подпалва в тунел в Алпите край Капрун (Австрия).
- 2004 г. – Смъртта на Ясер Арафат е потвърдена от Организацията за освобождение на Палестина, като причините са неизяснени; минути по-късно за председател на ООП е избран Махмуд Абас.

## Родени
- 1493 г. – Парацелз, немски лекар, естественик и философ († 1541 г.)
- 1729 г. – Луи Антоан дьо Бугенвил, френски изследовател († 1811 г.)
- 1744 г. – Абигейл Адамс, първа дама на САЩ († 1818 г.)
- 1821 г. – Фьодор Достоевски, руски писател († 1881 г.)
- 1838 г. – Адам Асник, полски поет († 1897 г.)
- 1848 г. – Ханс Делбрюк, немски историк († 1929 г.)
- 1850 г. – Ангел Кънчев, български революционер († 1872 г.)
- 1863 г. – Пол Синяк, френски художник († 1935 г.)
- 1864 г. – Алфред Херман Фрид, австрийски лекар и пацифист, Нобелов лауреат през 1911 г. († 1921 г.)
- 1864 г. – Морис Льоблан, френски писател († 1941 г.)
- 1869 г. – Виктор Емануил III, крал на Италия († 1947 г.)
- 1873 г. – Винкенти Пеев, български духовник и монах († 1941 г.)
- 1874 г. – Георги Стоянов, български поет († 1917 г.)
- 1882 г. – Густав VI Адолф, крал на Швеция († 1973 г.)
- 1885 г. – Джордж Патън, американски генерал († 1945 г.)
- 1893 г. – Никола Балабанов, български критик († 1966 г.)
- 1898 г. – Рене Клер, френски режисьор († 1981 г.)
- 1907 г. – Алберт Брукс, германски офицер († 2001 г.)
- 1911 г. – Пантелей Зарев, литературен критик († 1997 г.)
- 1912 г. – Ролф Бломберг, шведски изследовател († 1996 г.)
- 1922 г. – Кърт Вонегът, американски писател († 2007 г.)
- 1928 г. – Карлос Фуентес, мексикански дипломат и писател († 2012 г.)
- 1929 г. – Ханс Магнус Енценсбергер, немски писател
- 1930 г. – Никола Станчев, борец и пръв български олимпийски шампион († 2009 г.)
- 1934 г. – Надин Трентинян, френска режисьорка
- 1944 г. – Кемал Сунал, турски киноартист († 2000 г.)
- 1945 г. – Даниел Ортега, президент на Никарагуа
- 1948 г. – Калинка Лечева, българска акробатка
- 1952 г. – Александър Александров, български политик
- 1956 г. – Едгар Лунгу, замбийски политик, президент на Замбия в периода 2015 – 2021 г. († 2025 г.)
- 1960 г. – Стенли Тучи, американски актьор
- 1961 г. – Рагип Яшари, косовски политик († 1999 г.)
- 1962 г. – Деми Мур, американска актриса
- 1962 г. – Мик Микели, шведски рок музикант (Europe)
- 1974 г. – Леонардо ди Каприо, американски актьор
- 1978 г. – Ерик Едман, шведски футболист
- 1984 г. – Марко Хук, немски професионален боксьор

## Починали
- 1331 г. – Стефан Дечански, сръбски крал и светец (* ок. 1285 г.)
- 1677 г. – Барбара Строци, италиански композитор (* 1619 г.)
- 1855 г. – Сьорен Киркегор, датски философ (* 1813 г.)
- 1876 г. – Георги Гогов, български общественик (* 1821 г.)
- 1880 г. – Нед Кели, австралийски разбойник (* ок. 1855 г.)
- 1934 г. – Йордан Качаков, български политик (* 1885 г.)
- 1952 г. – Евгений Босилков, български духовник (* 1900 г.)
- 1977 г. – Милош Църнянски, сръбски поет и писател (* 1893 г.)
- 1990 г. – Янис Рицос, гръцки поет, 9 пъти номиниран за Нобелова награда (* 1909 г.)
- 1976 г. – Александър Калдер, американски скулптор и художник (* 1898 г.)
- 1991 г. – Коста Странджев, български писател (* 1929 г.)
- 1999 г. – Петър Увалиев, български писател, публицист, преводач (* 1915 г.)
- 2004 г. – Ясер Арафат, палестински лидер, Нобелов лауреат през 1994 г. (* 1929 г.)
- 2005 г. – Питър Дракър, американски теоретик на мениджмънта (* 1909 г.)
- 2007 г. – Делбърт Ман, американски режисьор (* 1920 г.)
- 2021 г. – Фредерик де Клерк, южноафрикански политик и Нобелов лауреат през 1993 г. (* 1936 г.)
- 2023 г. – Ферарио Спасов, български футболист и треньор (* 1962 г.)

## Празници
- Юнеско – Международен ден на науката и мира (от 2001 г.)
- Ангола – Ден на независимостта (от Португалия, 1975 г., национален празник)
- Италия – Празник на град Бертиоло
- Полша (троен празник) – Ден на независимостта (от Русия, 1918 г., национален празник), Ден на примирието, Празник на най-високия военен орден – Virtuti Militari.
- Православна църква – Ден на Свети мъченик Мина
- Няколко държави отбелязват годишнината от края на Първата световна война, която спира в 11:00 на този ден през 1918.
  - Ден на ветераните в Съединените щати
  - Ден на паметта в Общността на нациите, включително Великобритания, Австралия, Канада
  - Ден на примирието в Белгия, Нова Зеландия, Сърбия и Франция